# Maura Faial
Maura Fátima Santos Faial (née le 7 juillet 1970) est une joueuse angolaise de handball féminin. Elle a fait partie de l'équipe d'Angola féminine de handball aux Jeux olympiques d'été de 1996 à Atlanta et ceux de 2000 à Sydney.

## Palmarès

### En équipe nationale
Jeux olympiques
- 7e place aux Jeux olympiques 1996
- 9e place aux Jeux olympiques 2000

Championnats d'Afrique 
- Médaille d'or au Championnat d'Afrique 1989